# Paquirri
Francisco Rivera Pérez, conhecido como «Paquirri» (Zahara de los Atunes, Cádiz, 5 de março de 1948 — Cerro Muriano, Córdoba, 26 de setembro de 1984) foi um matador de touros espanhol.
Falecido tragicamente na sequência de uma cornada do touro Avispado, na praça de Pozoblanco (Córdoba), Francisco Rivera «Paquirri», pertenceu a uma das gerações mais brilhantes da tauromaquia espanhola, onde se inserem figuras como Manuel Benítez «El Cordobés», Antonio Ordóñez, Paco Camino, Diego Puerta, El Viti ou Sebastián Palomo Linares; de todos eles «Paquirri» teria, provavelmente, o estilo de toureio mais poderoso. Foi igualmente uma das figuras mais mediáticas de Espanha dos anos 70 e 80. 

## Biografia
Filho de um antigo novilheiro, de seu nome Antonio Rivera Alvarado (17 de fevereiro de 1920 — 10 de novembro de 2009), encarregado do Matadouro Municipal de Barbate (Cádiz), e irmão mais novo do também matador José Rivera «Riverita», foi ensinado pelo seu pai e influenciado pelo toureio de Rafael Ortega «El Gallo» e de Miguelín. 

### Carreira
Criado em Barbate, aí se estreou em público a 16 de agosto de 1962, com reses de Núñez Polavieja. 
Em 1964 participou na sua primeira novilhada, na hoje extinta praça de toros de Cádiz. Após atuar com sucesso na Real Maestranza de Sevilha, a 1 de maio de 1966, tarde em que compartiu cartel com Pepe Luis Segura e Manolo Sanlúcar, cortando três orelhas, ficou lançado para se profissionalizar como matador de touros — a alternativa ocorreria na Monumental de Barcelona, em 17 de julho de 1966, tendo como padrinho Paco Camino. 
A seguir à alternativa partiu rumo à América Latina, apresentando-se por diversas praças do Perú, Colômbia e Venezuela. De novo Espanha, voltou a exibir-se com sucesso na Maestranza de Sevilha, em plena Feria de Abril, cortando duas orelhas. Seguir-se-ia a confirmação da alternativa em Las Ventas, Madrid, a 18 de maio de 1967; de novo apadrinhado por Paco Camino e com José Fuentes de testemunha, lidou o toiro Alelado. 
Em 1969 abre pela primeira vez a Puerta Grande de Las Ventas, em plena Feria de San Isidro, na tarde de 17 de maio. Seria a primeira de seis vezes que saia em ombros dessa praça; a última das quais ocorrida em 1980. 
Do ponto de vista artístico, Paquirri não desafiava os fundamentos estéticos do toureio e era apontado por alguma crítica como um pouco tosco; destacava-se antes pelo mando e poderio que exibia sobre o oponente, executando com serenidade e destreza todas as sortes do toureio apeado (até a de bandarilhas). Convertido numa figura consagrada a partir dos anos 1970, foi acumulando êxitos e subiu aos lugares cimeiros do escalafón, mesmo dividindo a opinião da crítica; uns achavam o seu toureio de pouca elegância, outros elogiavam a sua versatilidade em lidar toiros de todos os encastes e de executar com eficácia os três tércios.
Em 1970, encerrando uma temporada em que colhera um importante triunfo nos Sanfermines, em Pamplona — seis orelhas em duas corridas —, Paquirri ruma ao México, confirmando a sua alternativa em 29 de novembro, com Raúl Contreras «Finito» e Manuel Martínez, sendo os toiros de José Julián Llaguno. Em 1972 logrou alcançar o lugar de cabeza de escalafón em Espanha.
Em 1977 encerrou-se em Bilbao com seis toiros de Atanasio, obtendo três orelhas. Em 1980 encerra-se de novo com seis toiros, na Corrida de Beneficência de Madrid, levando duas orelhas. De resto, nesse ano de 1980, dos mais redondos da carreira de Paquirri, colheu êxitos sucessivos em Sevilha, em Barcelona, Málaga, Almería ou Albacete. Finalmente, atuou nessa temporada na sua última corrida goyesca, mano-a-mano com Ordóñez.

### Vida pessoal
Paquirri casou pela primeira vez, em 16 de fevereiro de 1973, com Carmen Ordóñez, na Basílica de San Francisco el Grande, de Madrid. Carmina era filha de Antonio Ordóñez, neta paterna de Cayetano Ordóñez, Niño de la Palma; neta materna de Domingo Dominguín, sobrinha de Domingo, Pepe e de Luis Miguel Dominguín, todos eles matadores de touros. Fruto desse casamento vieram a nascer dois filhos, hoje também matadores de toiros e destacadas figuras públicas: Francisco (também conhecido como Fran) e Cayetano Rivera Ordoñez. Paquirri e Carmen obtiveram a anulação do seu casamento em 1979. 
Depois da separação de Carmina, Paquirri relacionou-se com a cantora e atriz Lolita Flores (filha da célebre Lola Flores e de El Pescaílla), e com a atriz Bárbara Rey.
Voltaria a casar, em 30 de abril de 1983, com a popular cantora Isabel Pantoja, na Basílica de Jesús del Gran Poder, Sevilha. Desse casamento teve outro filho, Francisco José (também conhecido como Kiko) Rivera Pantoja, cantor, DJ e socialite, que o público espanhol apelida pejorativamente de Paquirrín.

### Morte em Pozoblanco
Em 26 de setembro de 1984, na praça de Pozoblanco, compartindo cartel com Yiyo e El Soro, foi violentamente colhido pelo toiro Avispado, da ganadaria de Sayalero y Bandrés; essa cornada rompeu-lhe as veias ilíaca, safena e a femoral. A câmara do repórter Antonio Salmoral registou a tragédia, incluindo as cenas do toureiro a falar para o médico na enfermaria. Paquirri, consciente e com uma aparente tranquilidade explicava ao doutor Eliseo Morán o tamanho e a trajetória da ferida:
| “ | Doctor, yo quiero hablar con usted o no me voy a quedar tranquilo. La cornada es fuerte. Tiene al menos dos trayectorias, una para acá y otra para allá. Abra todo lo que tenga que abrir, lo demás está en sus manos. Y tranquilo, doctor. | ” |

.
O matador não pode ser devidamente socorrido dadas as limitações da enfermaria daquela praça de província. Sem poder conter-lhe a hemorragia, faleceu na ambulância, em plena estrada N-432, em Cerro Muriano, e percorridos 70 dos 93 km, que separavam a praça do Hospital Rainha Sofia, em Córdoba. No entanto, os médicos e socorristas constinuaram a viagem até ao hospital militar de Córdoba, que ficava mais próximo, com a esperança de conseguir reanimar Paquirri; sem sucesso, porém, por ser irreversível a paragem cardiorrespiratória que sofrera. 
Aquele cartel de 26 de setembro de 1974 em Pozoblanco seria chamado pela imprensa como o «cartel maldito de Pozoblanco», em virtude da morte subsequente de Yiyo 11 meses depois, em circunstancias similares, e da colhida sofrida por El Soro um ano mais tarde, que o fez anunciar a sua retirada dos ruedos.
Está sepultado no Cemitério de San Fernando de Sevilha.